# Albert III de Saxe-Lauenbourg
Pour les articles homonymes, voir Albert III.
Albert III est un prince de la maison d'Ascanie mort en 1308.

## Biographie
Albert III est le deuxième fils du duc Jean Ier de Saxe-Lauenbourg et de son épouse Ingeburg Birgersdottir. Son père, qui règne sur le duché de Saxe aux côtés de son frère Albert II, abdique en 1282 en faveur de ses trois fils, encore mineurs à cette date : Albert III et ses frères Jean II et Éric Ier.
Le duché de Saxe est définitivement partagé en 1296 entre les quatre princes : Albert II conserve la Saxe-Wittemberg, tandis que ses trois neveux règnent ensemble sur la Saxe-Lauenbourg. Ils procèdent à leur tour à un partage en 1303, et Albert III obtient Ratzebourg.
En 1302, Albert III épouse Marguerite, fille du margrave Albert III de Brandebourg et veuve du roi de Pologne Przemysl II. Comme Albert ne laisse pas de fils pour lui succéder, ses terres sont partagées entre ses deux frères après sa mort.